# Klapa Srdela
Klapa Srdela je dalmatinska klapa iz Makarske.

## Povijest
Klapa "Srdela" Makarska utemeljena je 1967. godine pred prvi Omiški festival klapa. Na uspješnoj audiciji
nastupili su: l. tenor dr. Jakša Kurtić, ll. tenor Grgo Puharić,
bariton Ivo Žarnić, basovi: Veljko Mozara i
Nikša Gilić i voditelj
Joško Buble. Zbog osobnih razloga Grgo se povlači i na 1. Festivalu klapa ga zamjenjuje dr. Srđan Kurtić, koji u klapi nastupa dvije
godine. Nakon Srđana, u klapu
dolazi Danko Bulinbašić Žuti, kao
i novi glazbeni voditelj prof. Đuro
Filipović, a Joško Buble i dalje, po potrebi, pjeva ili svira. U toj
postavi klapa postiže najveće uspjehe:
2 druge i 3 treće nagrade
na Omškim festivalima klapa, brojna gostovanja po Njemačkoj, Italiji, Austriji, Sloveniji i
dr., te jedna turneja po Australiji i Novom
Zelandu. Klapa je nastupala i na Splitskom festivalu,
Festivalu "Ilidža" Sarajevo, Pastirskim frajama, mnogim susretima klapa od
Herceg Novog, Dubrovnika, Korčule,
Splita, Bibinja do Zagreba. Snimila je bezbroj radio i TV
emisija, izdala 4 LP ploče i 4
kasete, 1 "singlicu", sudjelovala na nekoliko
LP ploča Omiških
festivala klapa, te izdala 6 CD-a. Znakovito je da je RTV Ljubljana izdala 1 CD
s naslovom «Najljepše dalmatinske pjesme» na kojoj je polovica pjesama onih
klape "Srdela", nastupila je na oko 2.500 samostalnih koncerata. 1970. godine
klapa zastupa Grad Split u Ankoni na bratimljenju ta dva grada, iako je Split
tada imao četiri izvrsne klape.
Klapa se zadnjih deset godina pomladila i nastoji gajiti tradiciju i kvalitetu izvođenja izvornoga sastava klape, što je
potvrdila i na Festivalima uz mandoline i gitare u Makarskoj, na Festivalu u Trebižatu, na Feštama sv. Duje u Splitu, nastupima u Solinu, Imotskom, Omišu, Vrgorcu, Makarskom
primorju itd., te na nekoliko uspješnih gostovanja po Sloveniji. Svečano je proslavljena 40-ta
obljetnica klape s nekoliko renomiranih gostujućih i domaćih klapa. Uz standardne klapske nastupe pjeva u muškom zboru Franjevačkog samostana, u veselim prigodama i tužnim rastancima.

## Članovi klape
Kroz klapu su prošli još i niže navedeni pjevači, svirači, odnosno konferansjei
| - Toni Drašković tenor - Vedran Josipović bariton - Ivica Šoda-Cotić bariton - Matko Vuković bas - Stjepko Kržanić bas - Zoran Filipović bariton - Vlado Pantelić bas - Mario Klarić ll. tenor - dipl. inž. Petar Barišić 11. tenor - prof. Vedran Buble mandolina - prof. Matko Mihaljević harmonika, - prof. Mate Marče ll. tenor i gitara - Matko Šabić bariton i mandolina - dr. Josip Marinović bariton - Tomislav Gilić bas - Miće Zanki mandolina - Marin Žarnić gitara - Ante Erceg mandolina, - Nikša Jakir bas - Josip Pino Žamić ll. tenor - Lado Filipović bariton | - Željko Batinić bas - Lucijano Batinić bas - Matko Pirak gitara - Katarina Kostanić alt - Božo Granić gitara - Tiho Pavlinović gitara - Neven Vranješ ll. tenor - Dubravko Videka, bariton i mandolina, - Kažimir Borić bas - Veža Nikola gitara - prof. Petar Puharić - mr. sc. Vlado Andrijašević - Joško Buble - Đuro Filipović - Marin čović - Zoran Filipović - Jovo Jejina - Marin Erceg. |

## Diskografija
- "Lipo moje Makarsko more", 1978.[1]
- "Klapa Srdela Makarska", 1980.[2]
- "Suvenir Makarske", 1997.[3]
- "Priče mora", 2004.[4]

## Nagrade i priznanja

### Festival dalmatinskih klapa u Omišu
- 1969. – 2. nagrada stručnog žirija
- 1970. – 3. nagrada stručnog žirija
- 1971. – 3. nagrada stručnog žirija
- 1972. – 2. nagrada stručnog žirija i 3. nagrada po glasovima publike

### Festival klapa uz gitare i mandoline u Makarskoj
- 2005. – srebrena plaketa

## Vanjske poveznice
- Službene stranice klape Srdela  Arhivirana inačica izvorne stranice od 21. veljače 2020. (Wayback Machine)
- Klapski internetski portal  Arhivirana inačica izvorne stranice od 2. travnja 2015. (Wayback Machine)